# Fondation des aveugles du Québec
La Fondation des aveugles du Québec est un organisme à but non lucratif qui vise à briser l’isolement des personnes vivant avec une déficience visuelle par ses différents services et levées de fonds majeures,. L’organisme est situé à Montréal (Québec).

## Historique
La Fondation des aveugles du Québec a été fondée en 1977 par Armand Houle et Armand Lafontaine. Au Québec, plus de 110 000 personnes vivent avec une déficience visuelle. Une grande majorité des personnes handicapées habite la région métropolitaine car les services offerts et le soutien nécessaire y sont plus accessibles. C’est pourquoi la Fondation s’occupe de nombreux volets dont l’habitation adaptée, les loisirs et activités récréatives, la prévention et la sensibilisation et l’aide individuelle et communautaire.